# Jasenovac (koncentrationsläger)

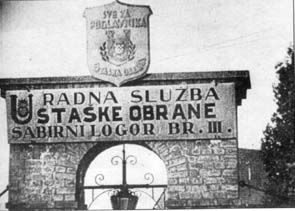
Lägrets huvudingång.

Planskiss över lägret Jasenovac.

Koncentrationslägret Jasenovac (kroatiska: Sabirni logor Jasenovac, serbiska Logor Jasenovac, serbisk kyrilliska: Логор Јасеновац, hebreiska: יסנובץ) var ett koncentrations- och förintelseläger i orten Jasenovac i Oberoende staten Kroatien. Lägret inrättades av Ustaša-regimen i augusti 1941 och befriades inte förrän i maj 1945. Efter att raslagar, som gick ut på att "skydda det ariska och kroatiska blodet", hade skapats räckte inte längre vanliga fängelser till för att hålla alla serbiska, judiska, muslimska och romska fångar som hela tiden strömmade in. Därför började man år 1941 till 1942 bygga upp vad som skulle bli koncentrations- och förintelselägret Jasenovac.

## Lägret
Koncentrationslägret Jasenovac låg på ett 240 kvadratkilometer stort område i närheten av byn Jasenovac vid floden Sava. Runt lägret stod en hög mur som omgärdade lägerbyggnaderna. Lägret vaktades av Ustaša och utanför muren fanns det bemannade vakttorn. Lägret och muren revs under krigsslutet. Själva lägret bestod av ett flertal platser och avdelningar, bland annat ett läger för män, ett för kvinnor som låg vid Stara Gradiška, en avdelning för barn som låg vid Sisak samt därtill flera fabriker och baracker. Fångarna fördes dit från byar i närheten (de fångar som saktade ned eller stannade sköts vid vägkanten och lämnades där) eller med tåg som vanligtvis annars används för att frakta boskap, under dessa resor avled också många innan de hunnit fram till lägret på grund av svält och misshandel.
Vissa fångar, främst kvinnor, valdes ut och togs till bland annat staden Pakrac, där vissa invånare fick välja ut vilken eller vilka fångar de ville ha som slavarbetare, som exempelvis hembiträden eller gårdsskötare åt sig på sina tomter och jordbruksfält.

## Under andra världskriget

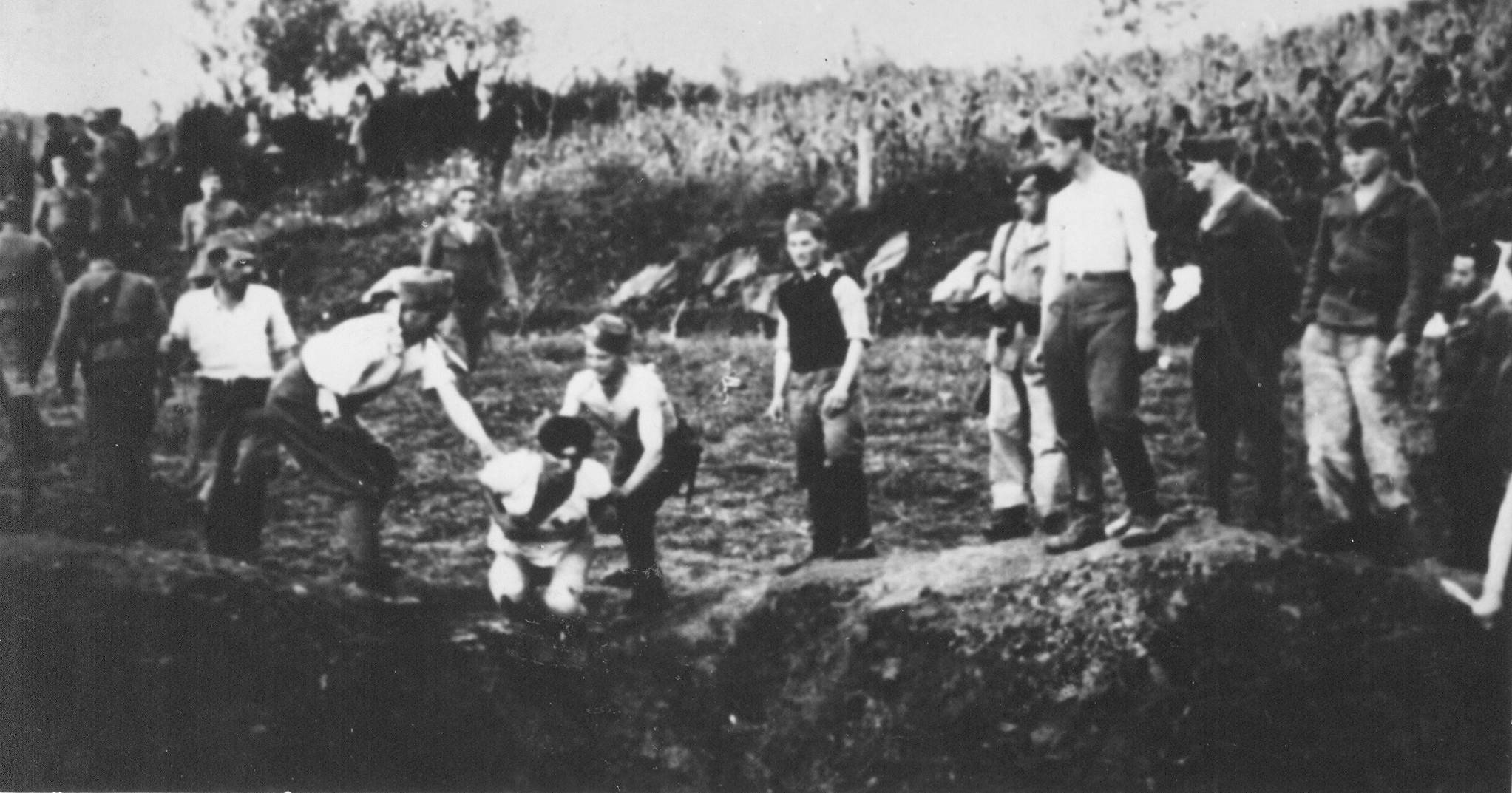
Ustaša-milis avrättar fångar i närheten av Jasenovac.

Fångarna levde i extrem svält och fick mycket lite eller inget vatten att dricka. Svälten var så extrem att fångarna började äta gräs och jord i desperata försök att överleva. I januari 1942 började man för första gången att kremera fångar i bland annat stenfabrikens ugnar, där både levande och döda fångar brändes. Gasning och förgiftning förekom också i syfte att döda fångarna effektivare. De testade att gasa ihjäl en stor del av kvinnorna och barnen först då männens fysiska styrka behövdes till slavarbetet. De första gasningarna skedde i gasvagnar. Dessa ersattes dock med en gaskammare som byggdes upp något år senare. Den gas som användes var Zyklon-B. Lägeradministrationen använde sig tidvis av andra Ustaša-bataljoner, polis- och Domobrani-enheter, samt en förstärkning från de bosnienmuslimska SS-förbanden, och även av tyska och ungerska nazister.

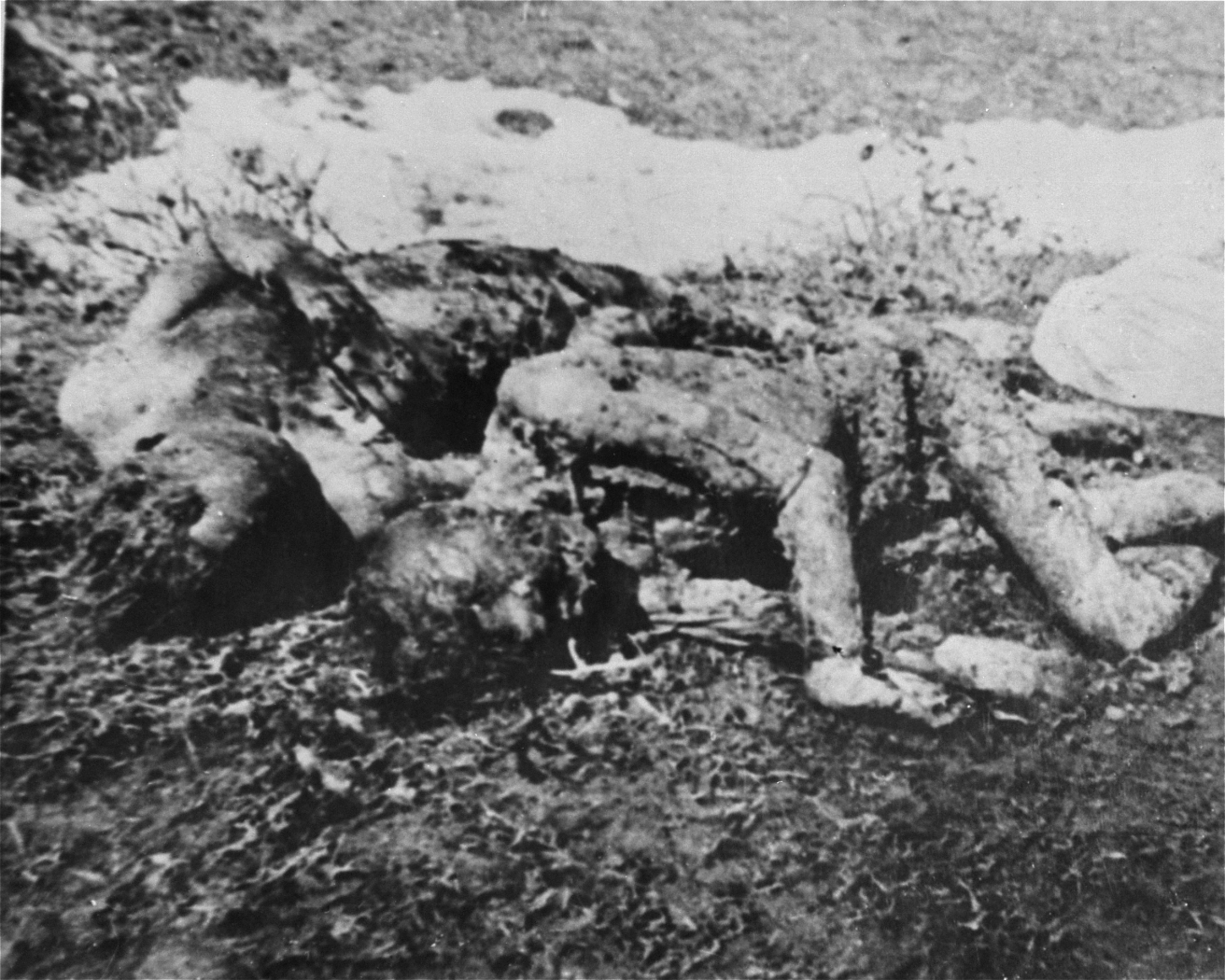
Mördade fångar.

Massavrättningar, halshuggningar, tortyr, misshandel, stympningar med yxor och knivar förekom dagligen på lägerbasen och många gånger inför andra vittnen. Det är känt att vakterna ofta tog med fångar till flodbanken vid Sava som låg nära lägret, där de dränktes eller slogs ihjäl på träbryggan kallad "Granik". Sedan kastades liken ned i vattnet från träställningen. De fångar som inte mördades var oftast sådana som räddades på grund av sina yrken såsom doktorer, elektriker, skomakare, och så vidare, vilka kunde komma till nytta i det slavarbete som fångarna tvingades utföra. Det hände också att fångar hängde sig själva. De som begick misstag eller inte lydde order under det dagliga arbetet kunde bestraffas genom att placeras i isoleringscell, där fången fråntogs den dagliga soppan och isolerade fångar i många fall utsattes för tortyr.
Lägret städades upp och villkoren för fångarna blev obetydligt bättre vid ett besök från Röda Korset i juni år 1944, eller vid vissa tyska inspektioner, för att dölja övergreppen som rådde där inne.
Vid krigsslutet 1945 den 22 april gjorde fångarna uppror, något som de hade planerat en tid innan då de anade att de inte skulle överleva till slutet av kriget. De som ledde upproret uppmanade de flesta att rusa mot murens portar och vakterna och övermanna dem. Ett problem var att majoriteten av fångarna var alldeles för utmattade för att kunna delta och att lägrets vakttorn stod utanför muren men hade klar sikt ned på gårdarna och kunde skjuta de som försökte fly. Totalt lyckades man ändå organisera så att ca. 600-1000 fångar skulle delta, av vilka endast 80 överlevde när resterande personer sköts ned av lägerstyrkornas maskingevärseld. De överlevande slog till mot några få vakter, bröt upp dubbelportarna, sprang ut över fälten utanför Jasenovacs mur och in i skogarna där de blev jagade hack i häl av hundar och Ustasja-styrkor in till byarna eller städerna och sedan gömde sig. Bland dessa fanns det barn som inte orkade springa särskilt långt och äldre män och kvinnor som inte hade ätit på veckor. Efter upproret skar lägervakterna av halsarna på alla kvarvarande fångar som fortfarande fanns i Jasenovac. 
När de jugoslaviska partisanerna började närma sig sprängde man baracker, tortyrkammare, vakttorn och övriga byggnader för att dölja bevisen för massmorden som hade ägt rum. Partisanerna som intog lägret fann därför ingenting annat än döda kroppar, sot, rök och ruiner.

## Efter andra världskriget

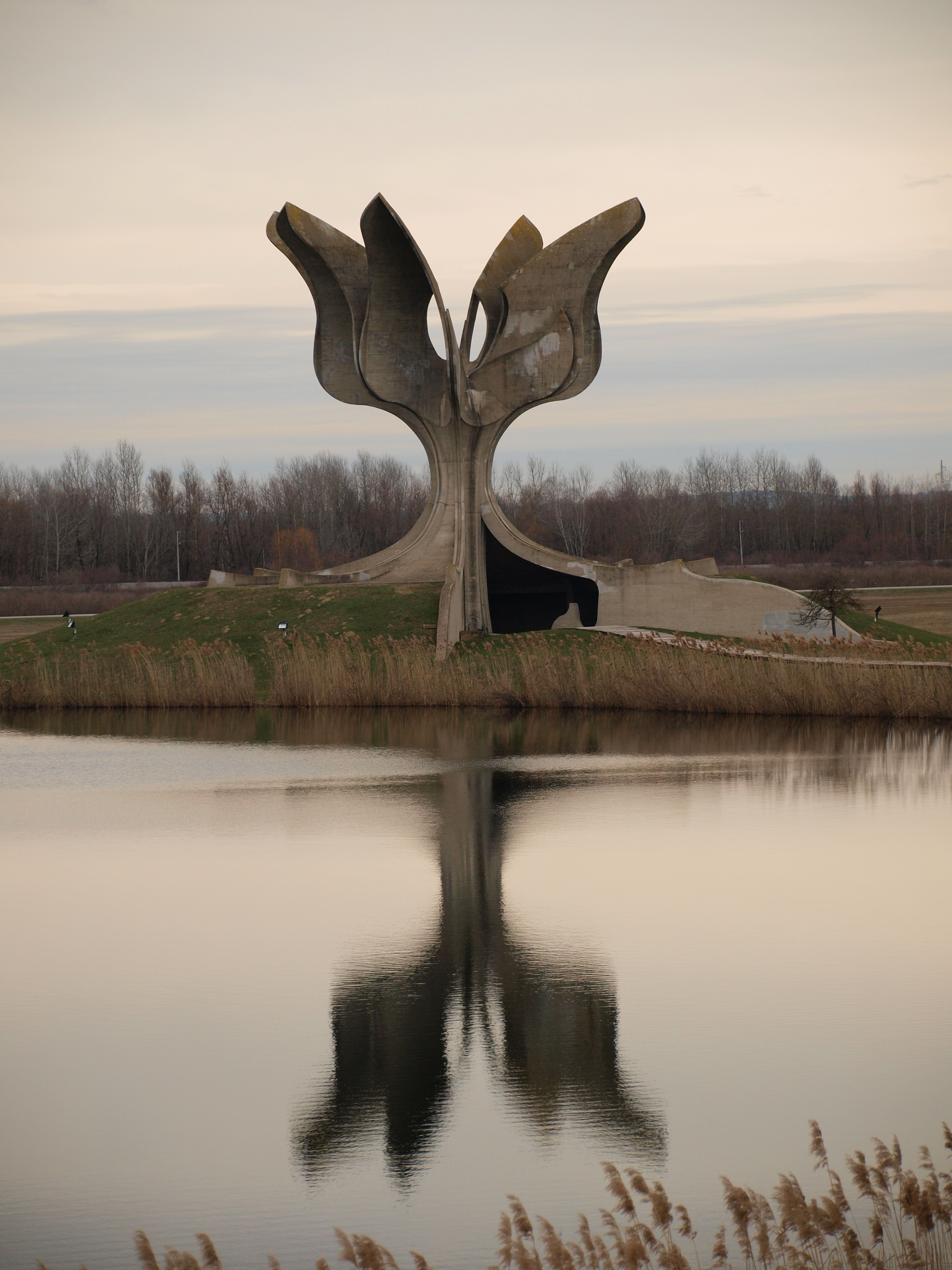
I nutid har man på platsen för lägret rest en betongblomma till minnet av offren.

Enligt The Jasenovac Memorial Area mördades 69 842 människor i lägret, de flesta serber men även många judar, romer, partisaner och kroatiska antifascister eller personer som inte ville gå med i Ustaša. De flesta judarna mördades innan 1942 i lägret då man började skicka judarna till Auschwitz istället. Tiotusentals serber togs in i lägret runt sommaren 1942 ifrån byarna i Kozarabergen där Ustaša-trupperna stred mot partisaner. The Belgrade Museum of the Holocaust har dokumenterat 80 022 offer. Yad Vashem-centret beräknar siffran till 600 000. Att fastställa en officiell siffra mördade har varit svårt då en stor del av dokumentation förstörts i omgångar, både 1945 och av kroatiska armén under krigen i Jugoslavien på 90-talet som förstörde museet och dess arkiv. De allra flesta förintelseforskare och historiker är överens om att mellan 80.000-120.000 mördades totalt. Siffran är ett ämne för en kontroversiell debatt i dagens Kroatien och Serbien, där man i politiska syften, i till exempel Kroatien satt ett revisionistiskt lågt antal dödsoffer.
Idag finns en museibyggnad (Jasenovac Memorial Site) upprättad på den forna lägerplatsen med utställningar där det går att beskåda offrens ägodelar som vakterna beslagtog, de märken som judiska fångar tvingades bära på kläderna, nedskrivna vittnesmål, fotografier och videoskärmar som visar filmmaterial från NDH-tiden, med mera. En stor betongblomma har byggts upp till minnet av offren och ett träd som användes för systematiska avrättningar har bevarats till minnet för de som hängdes i det. Ett hundratal massgravar finns markerade vid platsen. Under det Kroatiska självständighetskriget på 1990-talet förstördes museet av kroatiska styrkor och var stängt fram till mitten av 2000-talet då det öppnades igen.

## Lägerpersonal i urval
- Miroslav Filipović (1915–1946; avrättad)
- Maks Luburić (1911–1969; mördad)
- Andrija Artuković (1899–1988)
- Dinko Šakić (1921–2008)
- Petar Brzica
- Nada Tanić Luburić (vakt, Maks Luburics halvsyster)
- Marija Slomić-Buždon (vakt)